# Geórgios Papanicolau
Geórgios Papanicolau (grec: Γεώργιος Νικολάου Παπανικολάου)  (Kimi, 13 de maig de 1883 - Miami, 19 de febrer de 1962) va ser un metge grec cèlebre per haver desenvolupat una prova per a la detecció precoç del càncer al coll uterí, avui anomenada prova de Papanicolau.

## Biografia
Nascut a Kimi, a l'illa d'Eubea, a Grècia, va ser pioner en citologia i en la detecció primerenca del càncer. Va estudiar a la Universitat d'Atenes, on es va graduar en medicina el 1904. Sis anys més tard es va doctorar de la Universitat de Múnic, Alemanya. el 1913 va emigrar als Estats Units per treballar en el departament de patologia de l'Hospital Presbiterià de Nova York i al departament d'anatomia de la Universitat Cornell. Va ser l'inventor de la prova de Papanicolau, que s'utilitza en tot el món per a la detecció precoç del càncer de coll d'úter. Va rebre el Premi Lasker.